# Roggentin (Meclemburgo-Strelitz)
Roggentin è una frazione del comune di Mirow del Meclemburgo-Pomerania Anteriore, in Germania.